# Tronera

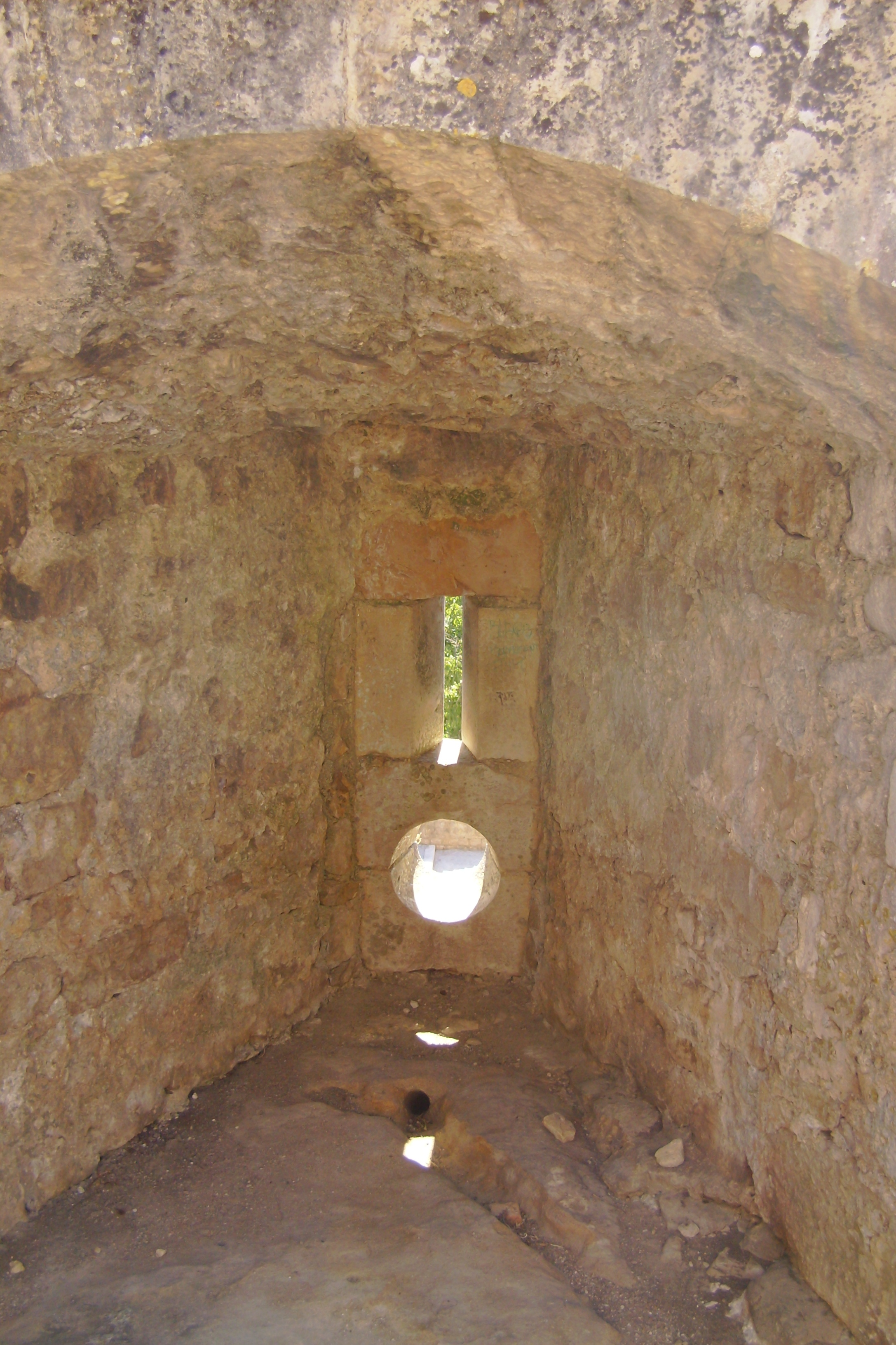
Saetera con tronera en Castillo de Penela, Portugal.

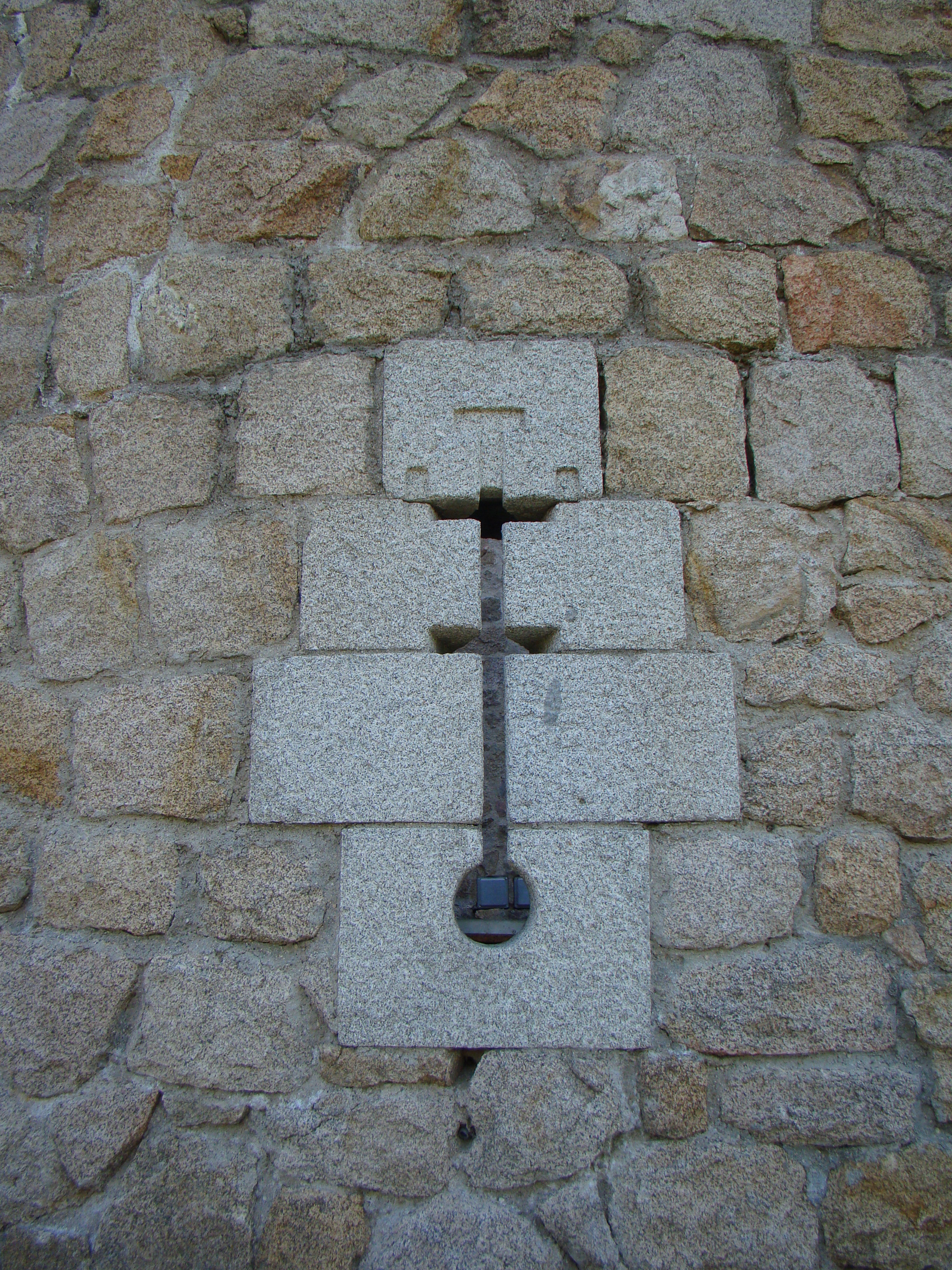
Tronera de doble cruz en el Castillo de Manzanares el Real (Madrid).

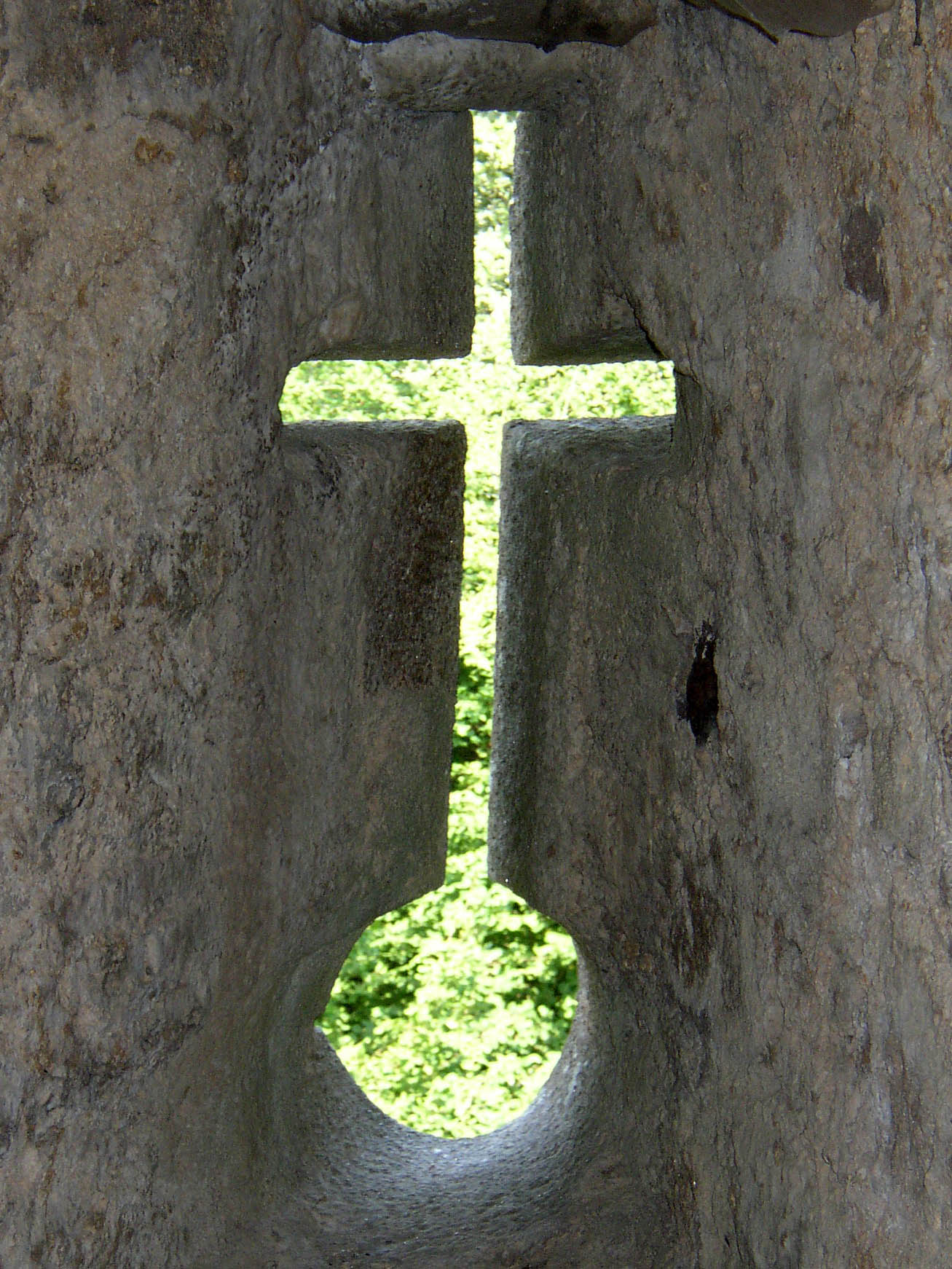
Tronera de cruz en el Castillo de Santa María da Feira, Portugal.

Una tronera (de «trueno») o buhedera en arquitectura militar, es un tipo de aspillera, una abertura practicada en una muralla desde donde se disparan con protección piezas de artillería ligera o armas de fuego, en general.
Puede referirse también a la abertura en el costado de un barco desde donde puede dispararse un cañón sin exponerse al fuego enemigo o al espacio entre los merlones de una fortificación por donde sobresale la boca de la pieza de artillería.

## Formas
Varía dependiendo de la época y del uso al que estaba destinado.
- Tronera simple, constituida por un vano circular y ancho coronado por una abertura vertical.
- Tronera de cruz, la más característica, compuesta por un orificio circular y una abertura vertical (para observar el alcance) y un tramo horizontal (para observar la dirección). Esta forma se la suele denominar de bola y cruz o de orbe y cruz.
- Tronera de doble cruz, compuesta por un orificio circular y una abertura vertical con dos (puede haber más) aberturas transversales para observación.
- Tronera cañonera, de formato rectangular, construida en el cuerpo de las fortificaciones en el período de transición de las fortalezas medievales hacia las abaluartadas.
- Otras en forma de buzón, de banco corrido.